# Sant Esteve d'Antist

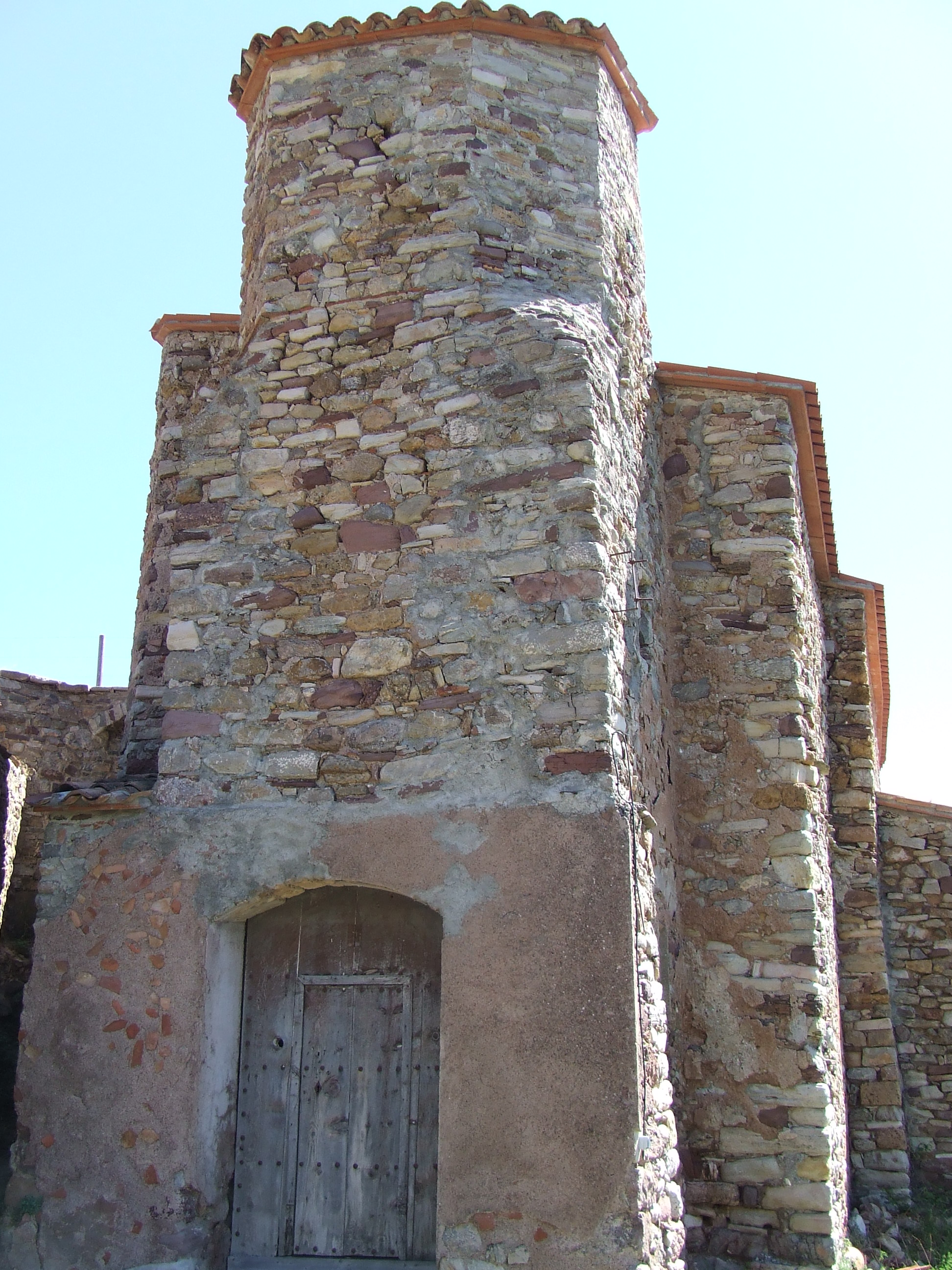
Campanar i façana de ponent de l'església

Sant Esteve d'Antist és l'antiga església parroquial del poble d'Antist, del terme municipal de la Torre de Cabdella a la comarca del Pallars Jussà. Fins al 1970 pertanyia a l'antic terme de la Pobleta de Bellveí.
L'església de Sant Esteve està documentada, però tardanament, al segle xiv. Tanmateix, per l'aparell i les formes constructives es pot data al segle xi, dins del romànic, per tant.
Fa anys que està abandonada, i el seu estat es deteriora constantment.
Tot i les ampliacions i modificacions fetes a l'edat moderna, es conserven força restes del temple romànic: tot l'absis i els murs de la nau, encara que també foren afectats per les modificacions posteriors.
Era d'una sola nau amb absis semicircular, amb un sol arc presbiteral, i amb coberta de quart d'esfera a l'absis. La coberta de la nau reflecteix formes constructives gòtiques, si bé tardanes.
| Sant Esteve d'Antist | Sant Esteve d'Antist                   | Sant Esteve d'Antist   |
| -------------------- | -------------------------------------- | ---------------------- |
| L'absis romànic      | Porta medieval de la façana meridional | Interior de l'església |
| L'absis romànic      | Porta medieval de la façana meridional | Interior de l'església |